# Derkacznik kubański
Derkacznik kubański, modroderkaczyk, kureczka krótkoskrzydła (Mustelirallus cerverai) – gatunek średniej wielkości ptaka z rodziny chruścieli (Rallidae). Występuje endemicznie na jednym mokradle na Kubie. Krytycznie zagrożony wyginięciem.

## Taksonomia
Po raz pierwszy gatunek opisali Thomas Barbour i James Lee Peters, umieszczając go w osobnym rodzaju Cyanolimnas. Opis ukazał się na łamach „Proceedings of the New England Zoological Club”. Holotyp pochodził z Santo Tomás na półwyspie Zapata. Był to dorosły samiec odłowiony 8 marca 1927. Obecnie derkacznik kubański umieszczany jest w rodzaju Mustelirallus. Jest gatunkiem monotypowym.
Etymologia
cerverai – Fermín Zanón Cervera (1875–1944) – hiszpański żołnierz, posiadacz ziemski i przyrodnik, odłowił holotyp tego gatunku.

## Morfologia
Długość ciała wynosi blisko 29 cm. Derkacznik kubański jest niemal nielotny. Skrzydła bardzo krótkie, podobnie jak i ogon. Jest to ciemno ubarwiony chruściel, bez paskowania lub kropkowania, jedynie z delikatnymi paskami w niższej części brzucha i na nogawicach. W upierzeniu dymorfizm płciowy nie występuje. Wierzch ciała oliwkowobrązowy. Broda i gardło białe, poza tym cały spód ciała ołowiany. Tęczówka czerwona, dziób żółty z czerwoną nasadą, nogi pomarańczowe. Według Ridgwaya młodociana samica jest bardziej matowa niż dorosła.
Wymiary szczegółowe podane w milimetrach:
|             | Długość skrzydła | Dł. ogona | Dł. dzioba | Dł. skoku | Dł. środkowego palca bez pazura |
| ----------- | ---------------- | --------- | ---------- | --------- | ------------------------------- |
| ♂ (holotyp) | 109,6            | 43,3      | 47,4       | 46,1      | 41,5                            |
| 3♀          | 95,8–103,1       | 36,6–32,9 | 36–42      | 38,8–44   | 37,2–39,6                       |

## Zasięg występowania
Endemit mokradła Zapata w centralno-zachodniej części Kuby. BirdLife International szacuje zasięg na 1300 km². Ptaki widziane były na bagnach w 1931 i nie były odnotowywane aż do lat 70. XX wieku. Niegdyś był to gatunek bardziej rozprzestrzeniony; szczątki kopalne odnaleziono na Kubie w jaskiniach w Hawanie, Pinar del Río, Sancti Spíritus oraz na wyspie Isla de la Juventud.

## Ekologia i zachowanie
Środowiskiem życia derkaczników kubańskich są zalane obszary trawiaste z roślinnością o wysokości do 2 m, zawierające w sobie bagna porośnięte gęsto splątanymi drzewami i krzewami. W środowisku życia tych ptaków występują m.in. Cladium jamaicensis (przeważa we florze), Myrica cerifera, Salix longipes i Typha angustifolia. Nie jest znany głos gatunku. Uprzednio opisywane głosy okazały się należeć do wodniczaka pstrego (Pardirallus maculatus). Brak również informacji o pożywieniu. Możliwe, że modroderkaczyki żywią się wodnymi bezkręgowcami i ropuchami.

### Lęgi
Samca w kondycji lęgowej odnaleziono w styczniu. Możliwe, że sezon lęgowy trwa od listopada do stycznia; osobniki młode widziane były w listopadzie i styczniu. Wczesnym wrześniem 1982 odnaleziono jedno gniazdo, około 60 cm nad poziomem wody, w kępie traw. Zawierało 3 czysto białe jaja. Nie ma jednak całkowitej pewności, że było to gniazdo modroderkaczyka. Poza tym brak danych.

## Status zagrożenia
IUCN uznaje modroderkaczyka za gatunek krytycznie zagrożony (CR, Critically Endangered) od 2010 (stan na 2021). Wcześniej nadano mu taki status w 1994 i 1996, za to w latach 2000–2008 uchodził za zagrożonego (EN, Endangered). Liczebność populacji szacuje się na 50–249 dorosłych osobników. Ptaki te zamieszkują stosunkowo niewielki obszar obejmujący jedynie jedno mokradło. Prawdopodobnie największym zagrożeniem jest wypalanie łąk w porze suchej. Niegdyś intensywnie wycinano trawy celem przetworzenia ich na strzechy. Od 2000 populacja ma gwałtownie spadać; wprowadzono wtedy na wyspę tawady (Clarias gariepinus), ryby obce dla Kuby. Możliwe, że polują one na pisklęta. Inne drapieżniki na wyspie to mangusty i szczury, które również mogą zjadać te chruściele.